# Li Xiaoshuang
Dans ce nom chinois, le nom de famille, Li, précède le nom personnel.
Li Xiaoshuang (né à Xiantao) est un gymnaste chinois. Il est champion du monde de gymnastique artistique masculine en 1995. Il est notamment connu pour son triple salto arrière au sol.

## Palmarès

### Jeux olympiques
- Jeux olympiques de Barcelone en 1992 :  médaille d'or au sol,  médaille d'argent par équipes,  médaille de bronze aux anneaux ;
- Jeux olympiques d'Atlanta en 1996 :  médaille d'or au concours général individuel,  médaille d'argent au sol,  médaille d'argent par équipes.

### Championnats du monde
- Championnats du monde d'Indianapolis en 1991 : médaille d'argent par équipes ;
- Championnats du monde de Brisbane en 1994 :  médaille d'argent au saut de cheval ;
- Championnats du monde de Dortmund en 1994 :  médaille d'or par équipes ;
- Championnats du monde de Sabae en 1995 :  médaille d'or par équipes,  médaille d'or au concours général individuel,  médaille d'argent au sol.